# (7539) 1996 XS32
1996 أكس أس 32 (ويعرف أيضًا باسم (7539) 1996 أكس أس 32 وفق تسمية الكوكب الصغير) (بالإنجليزية: 1996 XS32)‏ هو كويكب ضمن حزام الكويكبات؛ وترتيبه 7539 من حيث الاكتشاف.
اكتُشف هذا الجُرم الفلكي بواسطة هيروشي كانيدا في 6 ديسمبر 1996.

## وصلات خارجية
- (7539) 1996 XS32 في قاعدة بيانات مختبر الدفع النفاث لأجرام النظام الشمسي الصغيرة

- الاكتشاف · مخطط المدار ·  العناصر المدارية · المعلمات المادية

- (7539) 1996 XS32 على موقع ويكي سكاي: DSS2, SDSS, GALEX, IRAS, Hydrogen α, X-Ray, Astrophoto, Sky Map, Articles and images